# Août 1910

## Événements
- Le deuxième brevet de pilote féminin est attribué à l'aviatrice Belge Hélène Dutrieu (no 27).

- 3 août : le Belge Jan Olieslagers bat le record d'altitude en avion sur Blériot avec 1 524 mètres.
- 7 au 17 août : le Français Leblanc remporte la course du « Circuit de l'Est » sur un « Blériot »[1].
- 11 août : 
  - l'Américain Drexel bat le record d'altitude en avion sur un « Blériot » : 2 012 mètres;
  - l'Américain Drexel bat le record d'altitude en avion sur un « Blériot » : 2 913 mètres.
- 14 - 20 aout : le 6e congrès mondial d’espéranto a lieu à Washington.
- 15 août : 
  - en Belgique, enregistrement officiel du culte antoiniste;
  - le Français Louis Paulhan gagne le prix du Daily Mail récompensant le pilote ayant voler le plus de kilomètres entre le 15 août 1909 et le 15 août 1910. Paulhan totalise sur les douze derniers mois 1 290,9 km.
- 17 août : le Franco-Américain John Moisant effectue le premier transport de passagers au-dessus de la Manche en emportant son mécanicien à bord de son « Blériot » biplace.
- 20 août : le libéral rebelle José Dolores Estrada prend le pouvoir au Nicaragua avec l’appui des États-Unis.
- 22 août : le Japon annexe officiellement la Corée, qu'il a conquise, et la renomme Cho-Sen (fin en 1945). Fin de la Dynastie Chosŏn établie en 1392. De 1910 à 1918, le Japon consolide sa position en éliminant les nationalistes, en prenant le contrôle des terres et en imposant des changements administratifs stricts.
- 24 août : les aviateurs Ruchonnet et Daudret réalisent le premier vol au-dessus de Bordeaux avec un monoplan « Antoinette », au départ de l’aérodrome de Beau-Désert[2].
- 25 août : le pape Pie X condamne le mouvement social chrétien français le Sillon de Marc Sangnier.
- 27 août : Frederick Baldwin et John McCurdy embarquent un émetteur radio à bord de leur biplan « Curtiss » et transmettent des messages au sol.
- 28 août : proclamation du Royaume du Monténégro.

## Naissances
- 5 août : Bruno Coquatrix, auteur-compositeur français († 1979).
- 7 août : Lucien Hervé, photographe français d'origine hongroise († 28 juin 2007).
- 8 août : Katherine Oppenheimer, biologiste et botaniste germano-étatsunienne († 27 octobre 1972).
- 12 août : 
  - Józef Bielawski, arabisant polonais († 19 septembre 1997).
  - Jane Wyatt, actrice américaine († 20 octobre 2006).
- 14 août :
  - Pierre Schaeffer, compositeur († 19 août 1995).
  - Yvette Lebon, actrice
- 23 août : Alfons Maria Stickler, cardinal autrichien de la Curie romaine († 12 décembre 2007).
- 26 août : Mère Térésa, religieuse († 5 septembre 1997).
- 31 août : Raoul Ubac, peintre, graveur et sculpteur belge († 24 mars 1985).